# حوزه‌های انتخابیه مجلس شورای اسلامی در استان کرمان

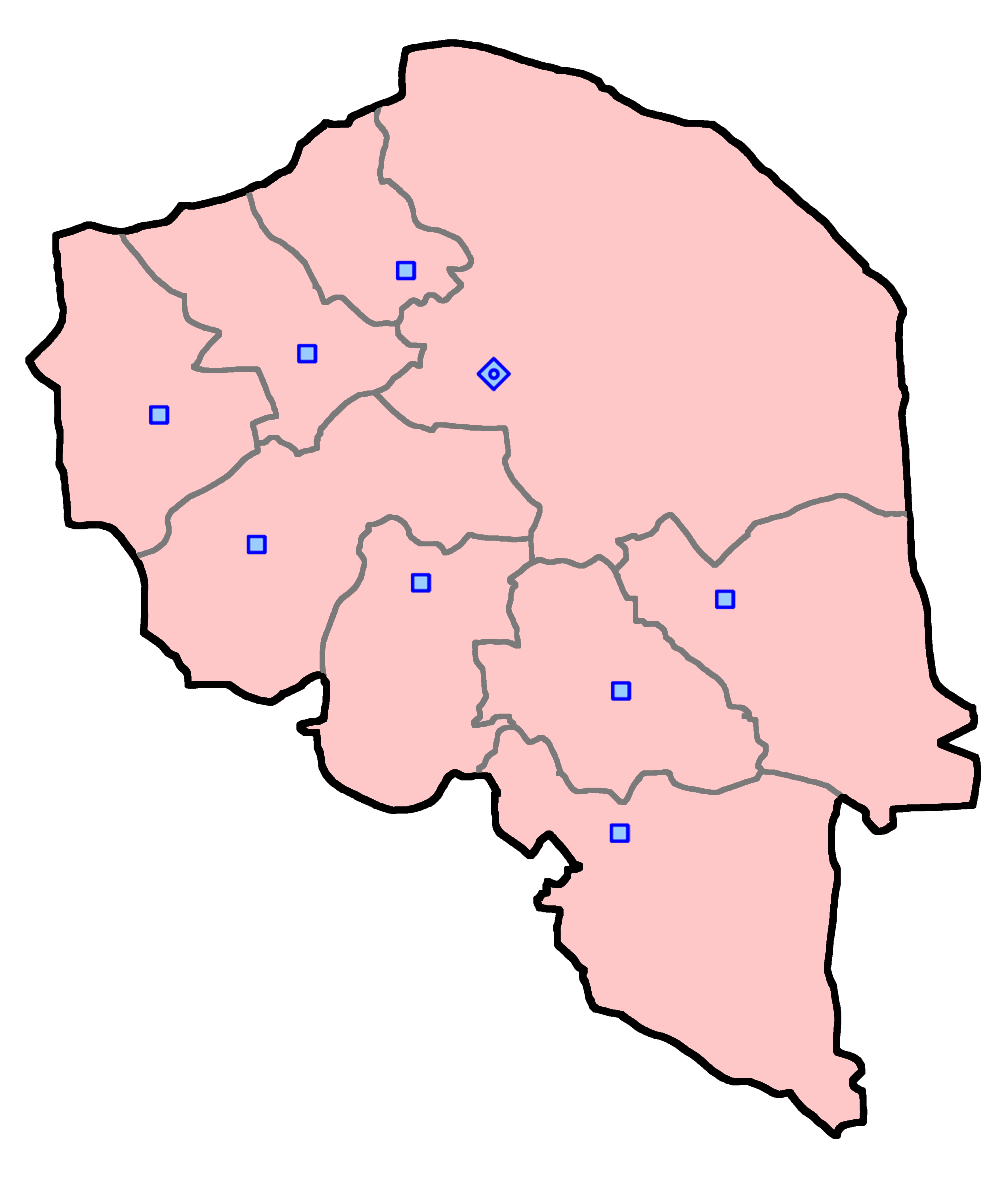
حوزه‌های انتخاباتی استان کرمان

استان کرمان، ۹ حوزه برای انتخابات مجلس دارد که در مجموع ۱۰ نماینده را دربر می‌گیرد؛ و عبارتند از:
| مرکز    | حوزه                                         | شهرستان‌ها   | بخش‌ها                                                                                 | کرسی | نقشه | جمعیت  |
| ------- | -------------------------------------------- | ----------- | ------------------------------------------------------------------------------------- | ---- | ---- | ------ |
| کرمان   | کرمان و راور                                 | کرمان       | شهر کرمان، مرکزی، ماهان، شهداد، گلباف، راین، چترود                                    | ۲    |      | ۷۸۱۹۲۲ |
| کرمان   | کرمان و راور                                 | راور        | شهر راور، بخش مرکزی و بخش کوهساران                                                    | ۲    |      | ۷۸۱۹۲۲ |
| بافت    | ارزوئیه، بافت و رابر                         | بافت        | شهر بافت، بخش مرکزی                                                                   | ۱    |      | ۱۵۷۹۷۶ |
| بافت    | ارزوئیه، بافت و رابر                         | ارزوئیه     | شهر ارزوئیه، بخش مرکزی و بخش صوغان                                                    | ۱    |      | ۱۵۷۹۷۶ |
| بافت    | ارزوئیه، بافت و رابر                         | رابر        | شهر رابر، بخش مرکزی و بخش هنزا                                                        | ۱    |      | ۱۵۷۹۷۶ |
| بم      | بم، ریگان، فهرج و نرماشیر                    | بم          | شهر بم، بخش مرکزی، بخش روداب، بخش بروات، شهر بروات،شهر ارگ جدید،شهر دهبکری و شهر کروک | ۱    |      | ۴۳۷۹۷۵ |
| بم      | بم، ریگان، فهرج و نرماشیر                    | ریگان       | شهر ریگان، بخش مرکزی و بخش گنبکی                                                      | ۱    |      | ۴۳۷۹۷۵ |
| بم      | بم، ریگان، فهرج و نرماشیر                    | فهرج        | شهر فهرج، بخش مرکزی و بخش نگین کویر                                                   | ۱    |      | ۴۳۷۹۷۵ |
| بم      | بم، ریگان، فهرج و نرماشیر                    | نرماشیر     | شهر نرماشیر، بخش مرکزی و روداب                                                        | ۱    |      | ۴۳۷۹۷۵ |
| جیرفت   | جیرفت و عنبرآباد                             | جیرفت       | شهر جیرفت، بخش مرکزی، بخش اسماعیلی، بخش جبالبارز و بخش ساردوئیه                       | ۱    |      | ۴۰۵۸۳۱ |
| جیرفت   | جیرفت و عنبرآباد                             | عنبرآباد    | شهر عنبرآباد، بخش مرکزی و بخش جبال‌بارز جنوبی                                          | ۱    |      | ۴۰۵۸۳۱ |
| رفسنجان | رفسنجان و انار                               | رفسنجان     | شهر رفسنجان، بخش مرکزی، بخش کشکوئیه، بخش نوق و بخش فردوس                              | ۱    |      | ۳۴۸۱۱۱ |
| رفسنجان | رفسنجان و انار                               | انار        | شهر انار، بخش مرکزی و بخش جنگل                                                        | ۱    |      | ۳۴۸۱۱۱ |
| زرند    | زرند و کوهبنان                               | زرند        | زرند، بخش مرکزی و بخش یزدان آباد                                                      | ۱    |      | ۱۵۹۳۳۸ |
| زرند    | زرند و کوهبنان                               | کوهبنان     | شهر کوهبنان، بخش مرکزی و بخش طغرالجرد                                                 | ۱    |      | ۱۵۹۳۳۸ |
| سیرجان  | سیرجان و بردسیر                              | سیرجان      | شهر سیرجان، بخش مرکزی، بخش پاریز، بخش زیدآباد، بخش گلستان و بخش بلورد                 | ۱    |      | ۴۰۶۰۸۶ |
| سیرجان  | سیرجان و بردسیر                              | بردسیر      | شهر بردسیر، بخش مرکزی و بخش لاله‌زار                                                   | ۱    |      | ۴۰۶۰۸۶ |
| شهربابک | شهربابک                                      | شهر بابک    | شهر شهربابک، بخش مرکزی، بخش دهج                                                       | ۱    |      | ۱۰۳۹۷۵ |
| کهنوج   | کهنوج، رودبار جنوب، فاریاب، قلعه‌گنج و منوجان | کهنوج       | شهر کهنوج، بخش مرکزی، بخش چاه مرید                                                    | ۱    |      | ۳۷۸۰۴۰ |
| کهنوج   | کهنوج، رودبار جنوب، فاریاب، قلعه‌گنج و منوجان | رودبار جنوب | شهر رودبار، بخش مرکزی و بخش جازموریان                                                 | ۱    |      | ۳۷۸۰۴۰ |
| کهنوج   | کهنوج، رودبار جنوب، فاریاب، قلعه‌گنج و منوجان | فاریاب      | شهر فاریاب، بخش مرکزی و بخش حور                                                       | ۱    |      | ۳۷۸۰۴۰ |
| کهنوج   | کهنوج، رودبار جنوب، فاریاب، قلعه‌گنج و منوجان | قلعه‌گنج     | شهر قلعه‌گنج، بخش مرکزی و بخش چاه دادخدا                                               | ۱    |      | ۳۷۸۰۴۰ |
| کهنوج   | کهنوج، رودبار جنوب، فاریاب، قلعه‌گنج و منوجان | منوجان      | شهر منوجان، بخش مرکزی و بخش آسمینون                                                   | ۱    |      | ۳۷۸۰۴۰ |

## پی‌نوشت و منبع
- «جدول حوزه‌های انتخابیه در انتخابات دهمین دورهٔ مجلس شورای اسلامی» (PDF). مرکز پژوهش و سنجش افکار صدا و سیما. بایگانی‌شده از اصلی (PDF) در ۵ اكتبر ۲۰۱۸. دریافت‌شده در ۲۵ ژوئیه ۲۰۱۶. تاریخ وارد شده در |archive-date= را بررسی کنید (کمک)
- «طرح اصلاح قانون تعیین محدودهٔ حوزه‌های انتخاباتی مجلس شورای اسلامی». مرکز پژوهش‌های مجلس شورای اسلامی. ۱۲ تیر ۱۳۹۵. بایگانی‌شده از اصلی در ۲۲ ژوئیه ۲۰۱۵. دریافت‌شده در ۲۵ ژوئیه ۲۰۱۶.